# Parafia Najświętszej Maryi Panny Matki Kościoła w Jaśkowicach
Parafia Najświętszej Maryi Panny Matki Kościoła w Jaśkowicach – rzymskokatolicka parafia znajdująca się w archidiecezji krakowskiej, w dekanacie Skawina, w Polsce.